# Флотская улица (Ярославль)
Фло́тская у́лица (бывшая Воздвиженская улица) — улица в центральной части города Ярославля. Лежит между проспектом Октября и улицей Терешковой. Продолжением улицы является Флотский спуск. Нумерация домов ведётся со стороны улицы Терешковой.

## История
Улица была проложена в ходе перестройки города по регулярному плану 1778 года и названа Воздвиженской по расположенной на ней Воздвиженской церкви. Начиналась она от Дворянской улицы напротив храма Святого Духа, делала небольшой поворот на перекрёстке с Ильинской улицей и, проходя мимо Аптекарского дома и храма Космы и Дамиана, выходила к началу Воздвиженского спуска к Волге. Улицы была спроектирована так, что перспективу её западной части замыкал красивый вид на храм Святого Духа.
В декабре 1924 году советские власти переименовали Воздвиженскую улицу в Флотскую.

## Здания и сооружения
- № 1 — Бывший дом Дунаевых. Построен в конце XVIII века, перестроен в 1888 году[2]
- № 3 — Бывшая усадьба Константинова, построенная в 1902 году[3]
- № 8 — Бывший дом Шапошникова. Построен в конце XVIII века[4]
- № 19 — Бывший дом Петрова. Построен в 1915 году[4]
- № 17 — Бывшая усадьба Кокуевых[5]
- № 19 — Бывший дом Киселёва. Построен в конце XVIII века, перестроен во 2-й половине XIX века[6]
- № 20 — Бывший дом Херувимова. Построен в начале XIX века[4]
- № 20 — Бывший дом Дербенёва. Построен в 1910 году[4]

На других улицах:
- Кооперативная улица, 2 — церкви Воздвиженского прихода